# Centella asiatica
Pour les articles homonymes, voir Brahmi (homonymie).
La plante est appelée « wonderful kola ». Ne pas la confondre avec Buchholzia coriacea, également appelée de la sorte.
Espèce
Classification phylogénétique
Statut de conservation UICN

 LC  : Préoccupation mineure
Centella asiatica est une espèce de plantes à fleurs de la famille des Apiaceae. C'est une plante herbacée annuelle originaire d'Asie et d'Océanie. Elle est utilisée comme plante médicinale dans la médecine ayurvédique et la médecine traditionnelle chinoise. Elle était connue également sous le nom scientifique de Hydrocotyle asiatica L. et différents noms vernaculaires,  Gotu kola, Antanan, Pegaga, et Brahmi (ce dernier nom étant utilisé pour différentes espèces dont Bacopa monnieri).
Elle est appelée "fausse violette" en Nouvelle-Calédonie.

## Description
La plante est constituée de fines tiges vertes à roses formant des stolons.
Les feuilles vertes à texture douce sont réniformes et ont un pétiole de 20 cm.
Les petites fleurs (- de 3 mm) hermaphrodites sont roses et vertes, disposées en ombelles près de la surface du sol. Chaque fleur est partiellement contenue dans une bractée. Elle comporte cinq étamines et deux styles.
La plante arrive à maturité en trois mois et seules les feuilles sont prélevées pour la protection de la ressource.

### Composition
- Acide asiatique
- asiaticoside
- madecassoside
- acide madécassique
- principes amers, polyphénols.

## Recherches
Cette plante a fait l'objet de très nombreuses études en Inde et à Madagascar. Elle a été expérimentée dans la grande Île dans le cadre de la lutte contre la lèpre par le Dr Ch. Grimes de la léproserie de Manankavaly, sur la route de Tamatave à l'initiative de Pierre Boiteau.
L'extrait des feuilles nommé Asiaticoside par Bontemps a permis la réalisation d'études cliniques qui débutèrent en 1937.
En 1944, Grimes et Boiteau, reprenant la formule brute proposée par Devanne et Razafimahery pour l'aglycone de l'asiaticoside, émettent des hypothèses sur sa parenté avec les tocophérols et la vitamine E. C'est le début d'une recherche qui s'achèvera en 1951 par l'identification de la structure de l'asiaticoside par Judith Polonsky en 1953 en tant que triterpène pentacyclique de la série des ursanes dans son ouvrage Constitution chimique de l'acide asiatique, aglycone de l'asiaticoside, la partie glucidique ayant été décrite par Frère Jacques en 1949 ainsi qu'une liaison ester unissant génine aux sucres.
La mise au point d'un médicament cicatrisant par les Laboratoires Laroche-Navarron  sur la proposition d'Albert Rakoto Ratsimamanga et de Pierre Boiteau  aboutit à la commercialisation du Madécassol. Les retombées financières permettront la création de l'IMRA (Institut Malgache de Recherches Appliquées). De plus récentes études ont permis la mise en valeur de l'autre triterpène nommé Madécassoside, qui s'avère être également très apprécié du monde cosmétique dans l'homéostasie de la barrière cutanée et dans son interaction avec le système immunitaire.

## Utilisation
Lorsqu'on mange ses feuilles crues en salade, le « pegaga » est censé avoir un effet réjuvénateur. Une décoction de feuilles à base de Centella asiatica, Justicia gendarussa et de Imperata cylindrica permet de réduire l'hypertension,.
En application externe, ses stéroïdes permettraient de soulager la lèpre, d'apaiser les démangeaisons, d'adoucir les rides, les brûlures et de cicatriser plus facilement. En 2001, une équipe de chercheurs britanniques a démontré qu'elle permettait de traiter les varices,. Elle soulagerait aussi l'insuffisance veineuse chronique.
On dit aussi que Centella asiatica a des effets aphrodisiaques et antioxydants,.
La C. asiatica pourrait améliorer la vigilance et soulager la colère et la stabilité des plaques d'athéromes associé au pycnogenol.
Au XVIIe siècle, le Gotu kola était consommé régulièrement en salade et en infusion par un Chinois nommé Li Qingyun (ou Li Ching-Yuen) réputé pour avoir supposément vécu presque deux cents ans.
Une étude de 2010 montre que Centella asiatica serait également un anxiolytique prometteur.

## Lecture complémentaire
- (en) Farshad Abedi Torbati, Mahin Ramezani, Reza Dehghan et Mohammad Sadegh Amiri, « Ethnobotany, Phytochemistry and Pharmacological Features of Centella asiatica: A Comprehensive Review », dans Pharmacological Properties of Plant-Derived Natural Products and Implications for Human Health, vol. 1308, Springer International Publishing, 2021 (ISBN 978-3-030-64871-8, DOI 10.1007/978-3-030-64872-5_25, lire en ligne), p. 451–499